# Siri Karlsson

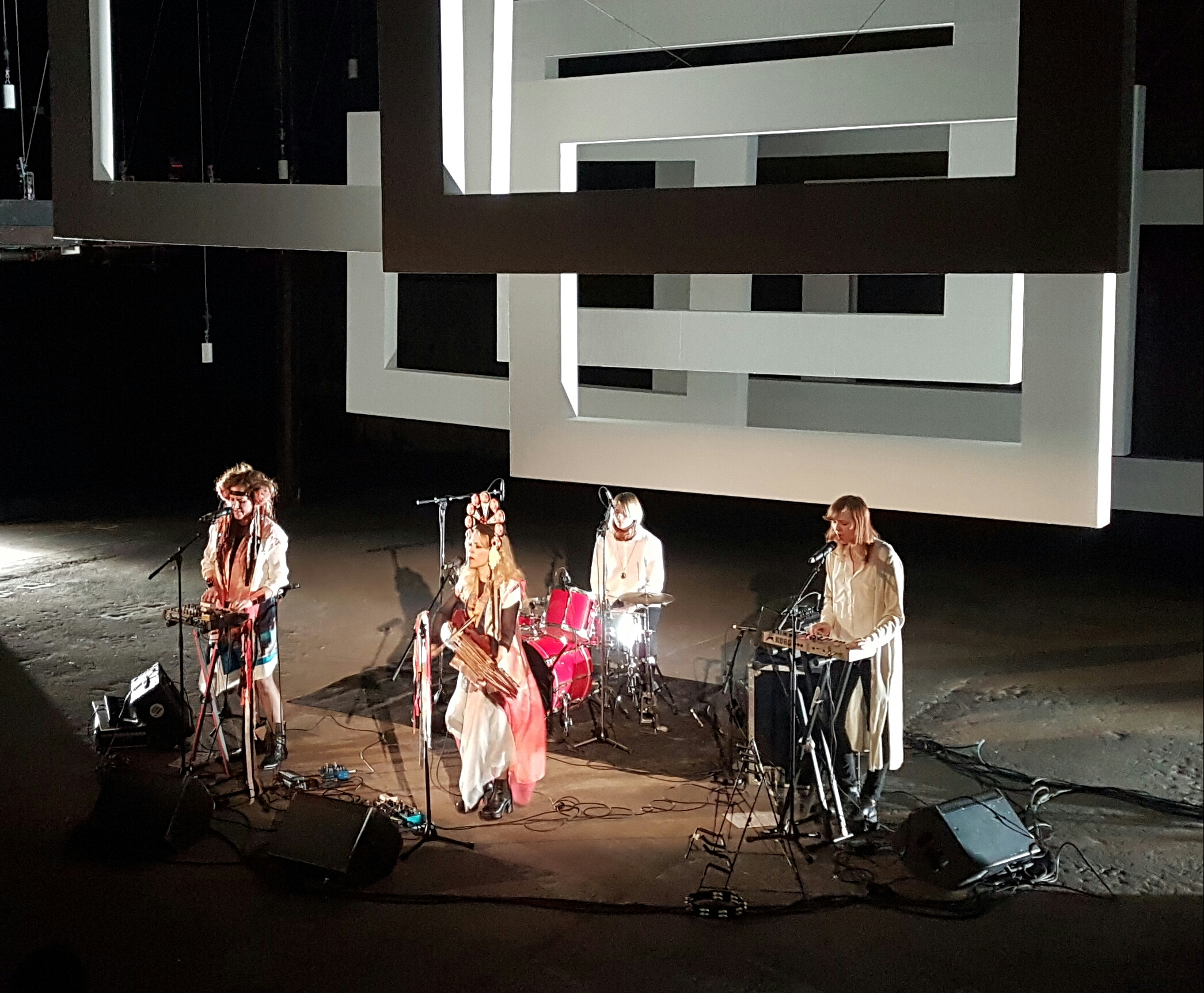
Siri Karlsson, konsert på Orionteatern i maj 2017.

Siri Karlsson är en prisbelönt duo som formexperimenterar med folkmusik, friform och psykedelia. Duon består av Maria Arnqvist på altsax och Cecilia Österholm på nyckelharpa. Bandet är drivande i att förena folkmusik med psykedelia i Sverige.
År 2012 vann de pris på Manifestgalan i kategorin visa/folkmusik och de vann Årets utgåva på Folk & Världsmusikgalan där de också var nominerade i kategorin årets tvärspel. Den andra skivan producerades av Jari Haapalainen och där bjöd de in flera gästmusiker (Josef Kallerdahl, Tomas Hallonsten, Simon Svärd, Martin Sörbom, Pelle Lindroth och Olof Misgeld) för att nå sina musikaliska visioner. De uppträder som duo ofta förstärkt med effekter och med band. I bandet ingår bland andra Simon Svärd, Jari Haapalainen och Torbjörn Zetterberg.
Albumet Shake Shake Love släpptes i januari 2017 och spelades delvis in i Berlin.

## Diskografi
- 2008 – Mellan träden (Tombola)
- 2011 – Gran Fuego (Flora & Fauna)
- 2015 – The Lost Colony (Flora & Fauna)
- 2017 – Shake Shake Love (Tombola Records)
- 2018 – Ouaga Sessions